# Assedio di Gaza
L'assedio di Gaza è una battaglia avvenuta nel 332 a.C. nell'ambito della conquista macedone dell'Impero persiano. Utilizzando le macchine da guerra già utilizzate contro la città di Tiro, Alessandro Magno riuscì a raggiungere le mura della città e, dopo tre tentativi senza successo, a conquistarla con la forza.

## Antefatto
Batis (o Bati) era intenzionato a tenere l'Egitto sotto il suo comando fino a che il Grande Re non avesse formato un altro esercito e affrontato Alessandro in battaglia. La città si trovava su un'altura, al margine di un deserto da cui poteva essere facilmente controllata la zona circostante. Da questa posizione, dominava la strada principale che collegava la provincia persiana della Siria all'Egitto. La città, con mura alte più di 18 metri, veniva utilizzata per il controllo dei territori limitrofi, che anche allora erano dei luoghi a rischio di ribellione. Batis era consapevole che Alessandro stesse procedendo lungo la costa, dato che aveva appena trionfato a Tiro. Di conseguenza rifornì Gaza di provviste per un lungo assedio, ed è probabile che fosse a conoscenza del piano di Alessandro Magno per la conquista dell'intera costa del Mediterraneo prima di spostarsi all'interno del territorio persiano.

## L'assedio
Non appena arrivato, Alessandro si accampò a sud della città, perché riteneva che le mura di quel lato fossero le più deboli. Lì vicino fece costruire delle rampe d'assedio che furono successivamente utilizzate per entrare nella città. Si presume che queste rampe vennero costruite rapidamente, nonostante gli esperti sostenevano che non potessero essere utilizzate a causa del tipo di fortificazioni della città. Un giorno, durante l'assedio, gli abitanti di Gaza fecero una sortita contro le strutture d'assedio macedoni che erano state costruite sul posto e Alessandro guidò  la sua guardia personale al contrattacco, venendo ferito alla spalla. Secondo Arriano, poco dopo, vennero completate le rampe attorno all'intera Gaza e dopo un indefinito periodo di tempo, arrivarono da Tiro le macchine d'assedio che vennero subito messe in uso. Fu così che parti imponenti delle mura vennero distrutte dai Macedoni, e dopo tre tentativi di far breccia nella città, ci riuscirono. Gli abitanti di Gaza combatterono duramente.

## Conseguenze dell'assedio
Batis, comandante della fortezza di Gaza, rifiutò d'arrendersi ad Alessandro Magno. Quando la città venne conquistata, la popolazione maschile venne uccisa mentre le donne e i bambini vennero ridotti in schiavitù. A detta dello storico romano Quinto Curzio Rufo, Batis venne ucciso da Alessandro imitando ciò che Achille aveva riservato ad Ettore. Una corda venne legata alle caviglie di Batis, probabilmente tra la caviglia e il tendine d'Achille, e venne trascinato vivo da un carro sotto le mura della città. Alessandro rispettava i suoi nemici e avrebbe potuto dimostrarsi indulgente nei confronti del valoroso generale persiano, se non fosse stato per il rifiuto d'inginocchiarsi di quest'ultimo, per il suo silenzio arrogante e per i suoi modi altezzosi. Avendo conquistato Gaza, Alessandro poté tranquillamente dirigersi a sud verso l'Egitto senza preoccuparsi del fatto che Batis avrebbe potuto minacciare le sue linee di comunicazione da Nord.